# Medusas huvud
Medusas huvud är en tidig oljemålning av den italienske barockkonstnären Caravaggio. Den målades omkring 1595–1598 och ingår i samlingarna på Uffizierna i Florens. Målningen är cirkelformad, 58 cm i diameter och med en konvex yta.
Målningen skildrar Medusa som i grekisk mytologi var en av de tre gorgonerna, ett monster med hår av ormar. Alla som såg Medusas ansikte blev förstenade. Hjälten Perseus lyckades halshugga henne efter att ha närmat sig henne genom att endast titta på henne via spegelbilden i sin sköld. Målningens konvexa yta gör att den påminner om en sköld. Medusa ansikte är möjligen ett självporträtt och dess chockade uttryck påminner om det i Caravaggios målning Pojke biten av en ödla. Han var troligen influerad av ett förlorat verk av Leonardo da Vinci med samma motiv. Konstnären har målat ytterligare tre halshuggningsscener: Judit och Holofernes, David med Goljats huvud och Johannes Döparens halshuggning. 
Lombarden Caravaggio kom till Rom i början av 1590-talet där han upplevde några framgångsrika år innan han 1606 tvingades fly staden efter att begått ett dråp. Omkring 1597 flyttade Caravaggio in hos kardinal Francesco Maria del Monte som blev hans första viktig mecenat. Kardinalen ska ha beställt två versioner av Medusa. Den första versionen är i privat ägo och den andra gavs som gåva till Ferdinand I de' Medici och tillhör idag Uffizierna. 